# مایلستون (کنتاکی)
مایلستون (به انگلیسی: Millstone) یک منطقهٔ مسکونی در ایالات متحده آمریکا است که در کنتاکی واقع شده‌است. مایلستون ۱۱۷ نفر جمعیت دارد و ۳۷۷٫۹۶ متر بالاتر از سطح دریا واقع شده‌است.